# Planemo

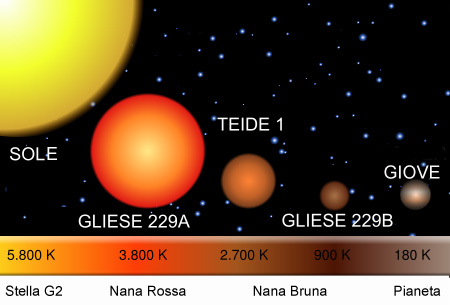
Confronto tra le dimensioni del Sole, di una nana rossa e di alcuni planemo

In astronomia si definisce planemo un corpo celeste che possiede una massa maggiore di un pianeta di forma irregolare, ma troppo piccolo per poter innescare nel proprio nucleo le reazioni di fusione nucleare, proprie delle stelle. Il termine si estende a tutti gli oggetti di quest'ordine di grandezza; sebbene la stragrande maggioranza dei planemo si trovi in orbita attorno a stelle, a questo tipo di corpi ci si riferisce col termine specifico di "pianeta", o di "pianeta nano" a seconda del dominio dinamico della propria fascia orbitale. Il termine planemo deriva dalla contrazione delle parole inglesi "planetary mass object" ("oggetto di massa planetaria"), ed è infatti noto anche con la sigla PMO. Il termine attende ancora di essere usato correntemente nella comunità scientifica; a partire da ottobre 2006 è apparso solo in quattro documenti pubblicati nella sezione astrofisica dell'arXiv.

## Origine del termine
Il termine planemo è stato proposto per la prima volta nel 2003 all'Unione Astronomica Internazionale da Gibor Basri, docente di astronomia alla University of California, Berkeley, in modo da chiarificare la nomenclatura degli oggetti celesti. In quel periodo nel mondo dell'astronomia si stava sviluppando un dibattito (conclusosi solo nel 2006) su quali corpi celesti meritassero il "titolo" di pianeta e quali non. Secondo la definizione di Basri, un planemo è «un oggetto che si presenta tondeggiante per la propria gravità e che durante la sua esistenza non effettua la fusione nucleare», a prescindere dalla sua orbita. Questa teoria contrastava in un certo qual modo con la definizione di pianeta formulata da Basri («un planemo che orbita attorno ad un fusore»), ma fu piuttosto considerato come una soluzione al dibattito.

## Nel Sistema solare
Se applicata al nostro Sistema solare, la lista dei planemo include alcuni o tutti gli oggetti seguenti:
| Mercurio Venere Terra Luna Marte Cerere Giove Io Europa Ganimede Callisto | Saturno Mimante Encélado Teti Dione Rea Titano Giapeto Urano Miranda Ariel Umbriel Titania Oberon | Nettuno Tritone Orco Plutone Caronte Haumea Quaoar Makemake Eris Sedna |

La lista è ordinata in base ad una distanza media crescente dal Sole. Si potrebbe notare che Plutone e Caronte possano essere classificati come un pianeta doppio, finché condividono e percorrono assieme la stessa orbita. Se diverrà di uso comune l'espressione di Basri, allora potrebbero essere definiti planemo anche i pianeti, contando solo quelli definitivamente accertati. Tuttavia potrebbero essere scoperti moltissimi altri oggetti, presenti nelle zone esterne del nostro Sistema solare, che potrebbero fregiarsi di questo nome; alcuni astronomi ritengono si tratti di qualche centinaio.
Mentre il termine "rotondo" necessita ancora di essere precisamente quantificato, può essere compilata un'eventuale lista di oggetti che variano rispetto a questa caratteristica. Ad esempio Haumea è più ellittico che non sferico. Basri ha notato che la rotondità necessita di «sufficiente massa per permettere alla sua stessa gravità di vincere qualunque forza della materia che le darebbe una forma asimmetrica» e che «tecnicamente "rotondità" significa conformità alla superficie equipotenziale». La teoria adottata dall'Unione Astronomica dice che un corpo celeste, per possedere una forma tondeggiante, ha una massa sufficiente per la sua stessa gravità in grado di vincere le forze di un corpo rigido così da assumere una forma quasi sferica, conseguenza del raggiungimento dell'equilibrio idrostatico.

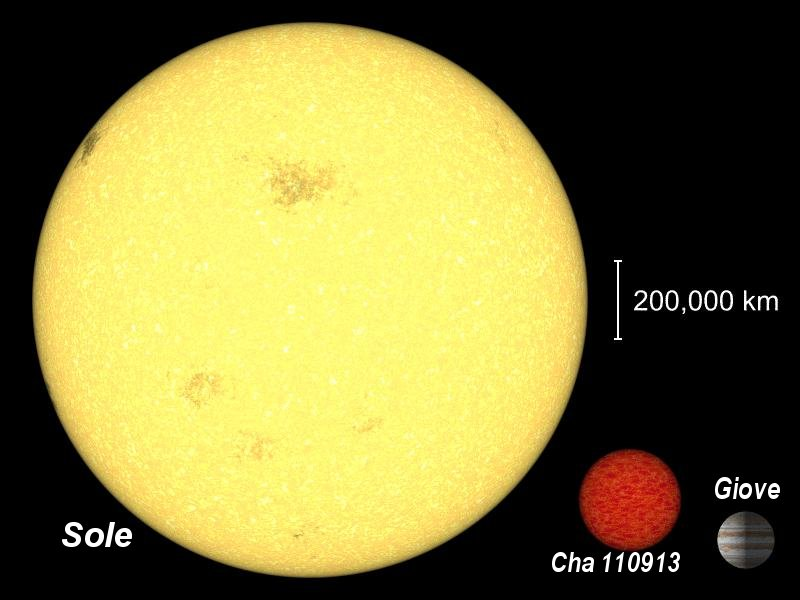
Paragone tra le dimensioni del Sole, di una sub-nana bruna (Cha 110913-77344) e di Giove.

## Scoperte recenti
Cha 110913-77344 è stato scoperto dal Telescopio Spaziale Spitzer ed è considerato una sub-nana bruna. Possiede una massa 8 volte maggiore di quella di Giove ed un'età stimata di circa 2 milioni di anni. È circondato da un disco di gas e polveri ed è situato a 500 anni luce dalla Terra.
Nell'agosto del 2006 è stata scoperta una serie di planemo gemelli all'incirca a 400 anni luce da terra, denominati Oph 162225-240515 o Oph 1622. Oph 1622 è stato scoperto mediante l'uso del New Technology Telescope dell'ESO situato all'Osservatorio di La Silla, Cile. Si tratta di una scoperta sensazionale dovuta alla natura della coppia, i cui membri furono i primi planemo scoperti a non far parte di un sistema planetario.